# Грох Митрофан Васильович
Митрофа́н Васи́льович Грох (нар. 1888, Народичі, Овруцький повіт, Волинська губернія — пом. 23 листопада 1921, містечко Базар, Базарська волость, Овруцький повіт, Волинська губернія) — каптенармус штабу 2-ї бригади 4-ї Київської дивізії Армії УНР, сотник (УНР), Герой Другого Зимового походу.

## Життєпис
Народився в 1888 році в місті Народичі Овруцького повіту Волинської губернії в українській селянській родині. Закінчив 2 класи сільської школи та Одеську школу прапорщиків. Не входив до жодної партії.
В Армії УНР із 1919 року. Служив каптернамусом 6-ї Січової стрілецької дивізії. Під час Другого Зимового походу — каптернамус штабу 2-ї бригади 4-ї Київської дивізії.
Пораненим потрапив у полон 16 листопада 1921 року. Розстріляний більшовиками 23 листопада 1921 року у місті Базар.
Реабілітований 12 березня 1998 року.

## Вшанування пам'яті
- Його ім'я вибите серед інших на Меморіалі Героїв Базару.